# Bronnegerveen
Bronnegerveen is een klein streekdorp in de gemeente Borger-Odoorn. Het heeft een verspreide bebouwing langs de Dorpsstraat.

## Geografie
De plaats ligt ten noorden van Buinen en wordt zuidelijk ingesloten door het Kanaal Buinen-Schoonoord. Ten westen ervan loopt het Voorste Diep. Ten oosten loopt het Achterste Diep.

## Geschiedenis
In 1873 vestigde zich hier de eerste pionier. Bij het Voorste Diep zijn restanten gevonden van een watermolen uit de 11e eeuw.

## Voorzieningen
In de plaats bevindt zich een minicamping, genaamd Kom es an.